# Joux-la-Ville
Joux-la-Ville je francouzská obec v departementu Yonne, v regionu Burgundsko-Franche-Comté. V roce 2008 zde žilo 1 186 obyvatel. Přes území obce prochází dálnice A6.